# Burg von Karitena

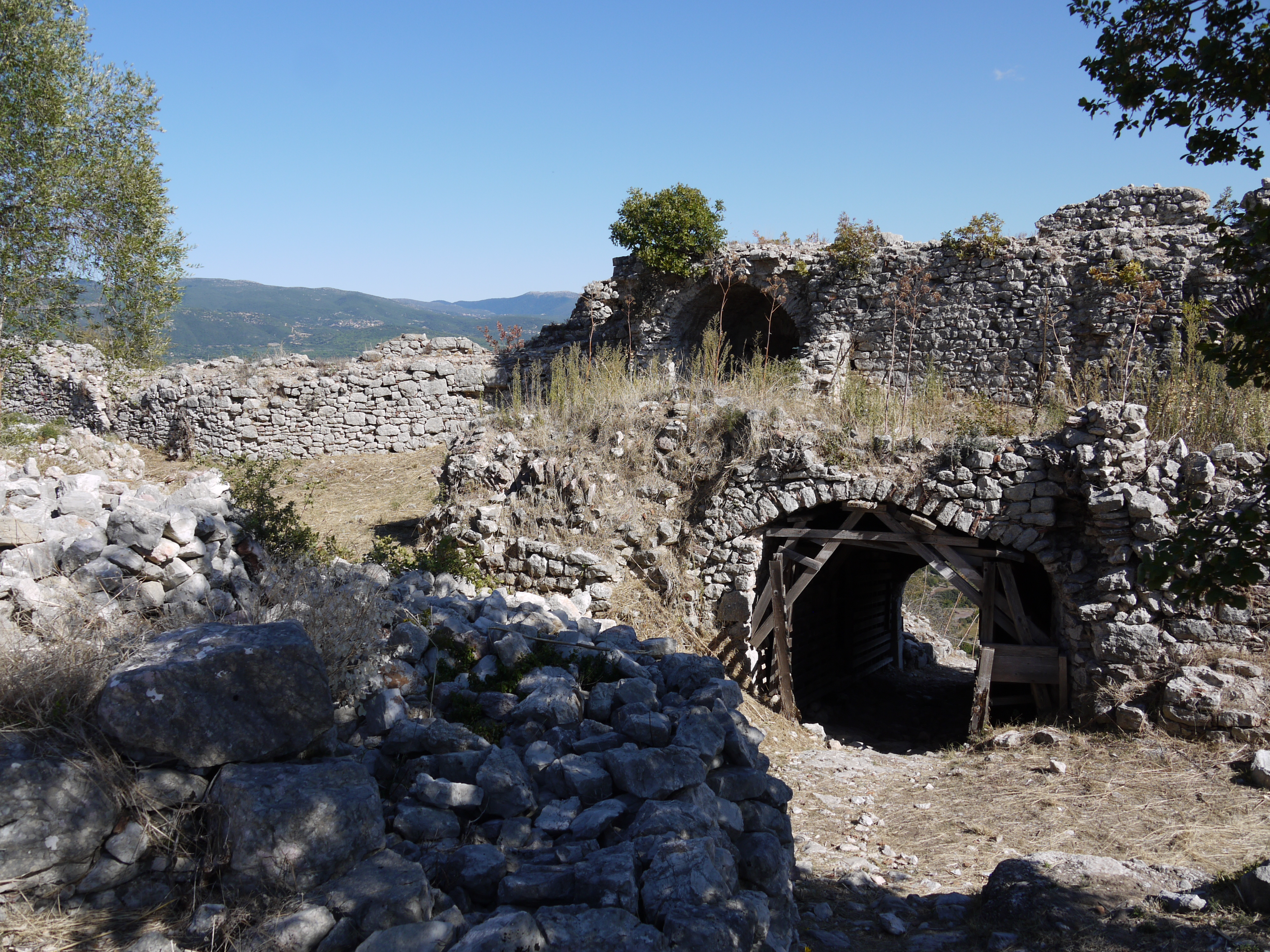
Teil der Ruine

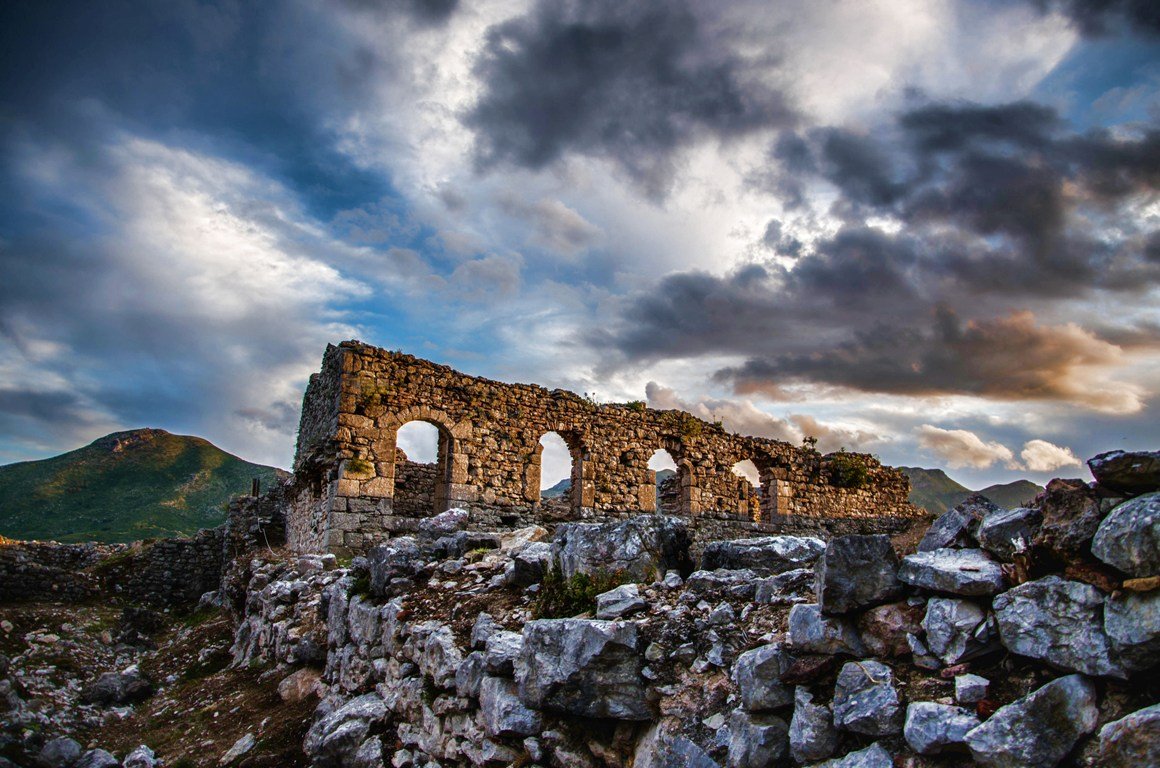
Teil der Ruine

Die Burg von Karitena (griechisch Κάστρο Καρύταινας) ist eine Burgruine in Griechenland.

## Geschichte
Über dem kleinen arkadischen Bergdorf Karitena erhebt sich die gleichnamige Burg.
1254 wurde die Burg, eine der mächtigsten ihrer Zeit, von den fränkischen Eroberern unter Hugo von Bruyére erbaut. Karitena wurde zum Zentrum einer der zwölf fränkischen Baronien auf der Peloponnes. Knapp 70 Jahre später fiel sie allerdings an die Byzantiner. Schließlich wurde die Festung 1460 von den Osmanen erobert. In den folgenden Jahrhunderten versuchten die Venezianer mehrmals vergeblich sich der Burg zu bemächtigen. Die griechischen Freiheitskämpfer unter Theodoros Kolokotronis konnten die Burg 1821 von den Türken erobern.

## Die Burg
Durch Reste des äußeren Mauerrings gelangt man durch einen überwölbten Torgang in die zweigeteilte Burganlage. Der Burghof, Zisternen, Magazine und der Palas mit romanischen Rundbogenfenstern sowie Reste eines noch älteren Turmes sind vorhanden.